# Trebinjë
Trebinjë là một xã trong quận Pogradec thuộc hạt Korçë, Albania. Dân số năm 2005 là 4536 người.